# 우가키 가즈시게
우가키 가즈시게(일본어: 宇垣 一成, 1868년 8월 9일 ~ 1956년 4월 30일)는 일본의 군인이며 정치인이다. 일본육군사관학교 출신 군인으로, 1927년 조선 총독을 역임했고 1923년~1927년, 1929년~1931년에는 육군대신을 지냈다. 육군 대장으로 예편하였으며, 1931년부터 1936년까지 조선 총독을 역임했다. 처음 이름은 모쿠지(杢次)이고 뒤에 가즈시게(一成)로 고쳤다.
러일 전쟁에 참전했고, 일본군 육군 내 행정, 참모직을 전전하였다. 그 뒤 육군대학을 졸업하고 육군대신을 네 번 역임했다. 사이토 마코토(齋藤實)가 제네바 군축협상을 위해 유럽에 파견되었을 때 조선총독 임시대리를 지냈다가 후에 다시 조선총독에 임명되었다. 조선총독 재직 당시에는 무단통치 대신 문치를 내세워 황국신민화정책(皇國臣民化政策), 농촌진흥운동을 추진하였다. 그 뒤 총리대신에 지명되었으나 군부의 반발로 무산되었고, 외무대신과 척무대신을 역임했으나 군부의 반발로 공직에서 축출되었다. 1945년 패전 직후 전범재판을 받은 뒤 정계에서 추방당했다가 해금, 1953년 일본 참의원 선거에서 최고득표율로 당선되었다.

## 인물과 경력

### 젊은 시절
오카야마현 출신으로 가난한 농부의 5 남매 중 다섯째 아들로 태어났다. 어릴 적 이름은 모쿠지(杢次)인데 뒤에 가즈시게(一成)로 개명하였다.
일본군 육군에 지원병으로 입영하였다. 병사로 재직 중 세이조 학교를 거쳐 육군 중사로 일본육군사관학교에 응시하여 합격했다. 1890년에 일본육군사관학교를 제1기로 졸업하였다. 이때 동기생 1기 150 명 중 11위로 우수한 성적으로 졸업하였다. 그 뒤 견습사관을 거쳐 1891년 3월 24일에 일본 육군 보병 소위로 임관하였다.

### 군인 생활
이후 출세 코스인 육군대학을 1900년 졸업하였으며 14기 39명 중 3위의 성적으로 졸업하여 특별히 유학할 수 있는 자격이 주어졌다. 이후 1902년부터 1904년 독일에서 유학한 후, 러일 전쟁에 참모로서 참전하였다. 한편 첫 아내 마사에(鎮恵)를 이때 잃고, 1907년 오하라 사다코(小原貞子)와 재혼하였다. 1906년 다시 독일 유학을 다녀왔다.
이후 육군성의 행정직을 전전하면서, 1910년 육군 대좌로 승진하고, 1911년 일본군 육군성 군무국 군사과장 등을 지내다가 1913년 육군 소장으로 진급하였다. 그러나 같은 해, 육군대신과 해군대신 현역 임명 폐지에 반대하는 투서를 썼다가 좌천당하였다. 1916년 일본군 육군참모본부 제1부장이 되고, 1918년 일본군 육군참모본부 총무부장을 겸하였다. 1919년 일본 육군대학교 총장, 1921년 일본 보병 제10사단장, 1922년 일본 육군총감부 본부장을 역임했다.

### 육군차관과 육군장관 시절
1923년 육군성 차관을 거쳐 그 해 육군대신으로 기용되었으나, 이때 군의 현대화를 위한 "우가키 군축"이라고 불리는 병력 감축을 실시하여 육군내에서 인기는 땅에 떨어지게 되었다. 이러한 육군내에서의 발언권 축소는 훗날 그의 정치적인 출세에 짐이 되었다.
1922년 워싱턴 군축회의에서 합의한 군비축소와 병력 감축을 실시하는 한편, 새로운 장비 도입 등 군의 근대화에 진력하였다. 1925년 미국 등의 요구를 수용하여 벌인 우가키 군축은 그의 주도하에 4개 사단을 축소한 군축인데, 사실 우가키 군축은 일본 육군의 체질을 양보다는 질적으로 향상시키고 장비의 근대화를 꾀한 것이었다. 그러나 그의 우카키 군축은 군부 강경파와 일본 군국주의자들을 비롯한 우파의 반감을 사게 되어 육군장관직에서 퇴진하였다.
1925년, 육군 대장으로 승진하였으며, 1927년에 사이토 마코토가 제네바 군축협상을 위해 유럽에 파견되어 조선총독직을 비우자 조선총독 임시대리로 후임에 임명되었으며, 귀국 후 1929년 다시 육군대신에 임명되었다.

### 조선총독 재직
1931년에 예편과 동시에 또다시 사이토 마코토의 후임으로 조선 총독에 부임했다. 취임 직후 그는 무단통치 대신 문치를 내세워 황국신민화정책(皇國臣民化政策), 농촌진흥운동을 추진하였다.
그는 한국의 농촌을 구제 또는 부흥시킨다는 명분을 내걸고 농촌진흥운동과 자력갱생(自力更生)운동을 거국적으로 전개하면서 통치체제를 전체주의적 동원체제로 재편성하였다. 이에 따라 조선인 실력양성론자들의 문맹 퇴치운동이나 브나로드 운동 및 자치운동에 대해서도 방관하는 자세를 취했다. 그는 '일선융합(日鮮融合)', '내선일체' 또는 '지방진흥' 등을 추진하는 동시에 만주사변과 중일전쟁 전후 조선의 인력을 식량증산과 대륙침략전쟁에 총동원하였다. 또한 최남선, 윤치호, 이광수 등 조선의 지식인들에 대한 회유 정책을 펼치기도 했다.
1932년 3월 대한민국 임시정부의 김구는 유진만 등 한인애국단원을 파견하여 우가키를 암살하려했다. 김구는 총독 우가키 가즈시게를 비롯한 일본 요인 암살을 목적으로 유진만, 이덕주 등을 국내로 파견되어 활동을 전개하였으나 4월 7일 일본경찰에 체포되어 미수로 끝났다.
그는 조선총독으로서 농촌진흥정책 및, 북조선 지역에서 중화학 공업의 육성에 힘썼다. 이후 히로타 내각의 붕괴 이후, 천황으로부터 수상에 취임하여 내각을 조직하라는 명을 받지만, 육군대신 재직시 군축에 앞장선 까닭에 군부가 이를 거부하고 우파 정치인들의 반발에 부딛쳐 집권하지 못하였다.

### 척무, 외무장관 시절
1938년 3월에는 그를 제거하기 위해 육군에 의한 쿠데타 미수 사건이 벌어지기도 했다. 이후 1938년 척무대신을 거쳐 그해 5월 고노에 내각에서 외무대신을 맡아, 협상을 통하여 미국, 영국, 중국과 전쟁을 피해보려고 하였으나, 호전적인 군부의 방해로 실현되지 못하자 사임하였다. 그 뒤 공직에서 물러나 은거하였다.

### 패전과 최후
1944년에 다쿠쇼쿠 대학 제5대 학장에 취임했으며, 이듬해 태평양 전쟁이 종전되어 공직에서 추방되었다. 전범재판에 회부되었으나 캐논 검사는 그를 일본 군부내 평화주의자의 한사람이라는 이유로 가벼운 처벌을 내렸다.
그 뒤 전범에서 해금되어 1953년에 제3회 일본 참의원 의원 통상선거에 전국구로 출마하여 51만 표 득표로 당선되었다. 참의원 임기 중 시즈오카현 이즈나가 오까정(현, 이즈나라 시 나가오카)의 자택에서 사망하였다.

## 기타
우카키 군축은 중학교 이상의 학교에서 교련 교육을 교과 과정으로 만드는 등의 효과도 가져왔지만, 군축에 반발하는 군부 내에서 군인으로서 우가키의 인기나 입지는 줄어들었다. 나중에 그가 조선 총독을 역임하고 수상이 되려 했으나 우가키에게는 비애국자, 외세에 굴복한 자라는 비방과 험담거리가 되어 결국 그의 정치역정에 장애가 되었다.